# Niewidzialny promień
Niewidzialny promień (ang. The Invisible Ray) – amerykański film fantastyczno-naukowy z 1936 roku.

## Opis fabuły
Naukowiec Janos Rukh został usunięty z naukowej społeczności, gdyż jego badania zostały uznane za niewiarygodne. Mieszka samotnie w karpackim zamku, wraz z żoną i niewidomą matką. Pewnego dnia zjawiają się u niego Felix Benet i Francis Stevens – dwaj naukowcy, których zaprosił na prywatną prezentację wyników swoich badań. Rukh przekonuje ich do sfinansowania i przeprowadzenia ekspedycji do Nigerii, w celu odnalezienia i zbadania meteorytu, który spadł na Ziemię tysiące lat temu.

## Obsada
- Boris Karloff – doktor Janos Rukh
- Béla Lugosi – doktor Felix Benet
- Frances Drake – Diana Rukh
- Frank Lawton – Ronald Drake
- Violet Kemble Cooper – matka Rukha
- Walter Kingsford – sir Francis Stevens
- Beulah Bondi – lady Arabella Stevens
- Frank Reicher – profesor Meiklejohn
- Paul Weigel – monsieur Noyer
- Georges Renavent – Chief of the Sûreté